# Gilbert Cluckers
Gilbert Cluckers (Attenhoven, 6 september 1911 - Diest, 30 januari 1986) was een Belgisch syndicalist voor het ACV en christendemocratisch politicus voor de CVP.

## Levensloop
Cluckers was van opleiding maatschappelijk werker. In 1934 ging hij aan de slag als vakbondssecretaris bij het ACV te Leuven. In 1938 werd hij vervolgens aangesteld als Vlaams secretaris van de Christelijke Centrale der Landarbeiders. Na de Achttiendaagse Veldtocht verbleef hij zes maanden in gevangenschap te Duitsland. Na zijn terugkeer naar (bezet) België ging hij aan de slag op de boekhouding van het ACV. In 1941, niet veel na de verplichte fusie van de vakbonden tot de Unie van Hand- en Geestesarbeiders (UHGA), werd hij uit zijn functie ontslagen.
Na de bevrijding ging hij aan de slag bij de Christelijke Centrale der Openbare Diensten (CCOD). Bij deze vakcentrale werd hij in 1948 secretaris van de provincie Limburg, in 1951 nationaal secretaris voor de tram- en bussector en in 1963 werd hij er plaatsvervangend algemeen secretaris. Laatstgenoemde functie oefende hij uit tot 1968 waarna hij aan de slag ging op het kabinet van minister van communicatie Alfred Bertrand.
Zelf werd hij ook politiek actief. Hij werd bij de gemeenteraadsverkiezingen van 1958 verkozen tot gemeenteraadslid te Diest en er vervolgens aangesteld tot schepen. Na de lokale stembusgang van 1964 volgde hij er liberaal Gérard Hanssen op als burgemeester, een functie die hij uitoefende tot 1976. Hij werd in deze hoedanigheid opgevolgd door de liberaal Omer Vanaudenhove. Cluckers bleef nog zetelen in de Diestse gemeenteraad tot 1984. Onder zijn bestuur werd de Demer in de jaren 60 uit de binnenstad van Diest verbannen. Ook zorgde hij ervoor dat de paneelschildering Het laatste Oordeel - vervaardigd  voor de plaatselijke schepenbank in  het tweede kwart van de 15de eeuw door (vermoedelijk) Geert Brunen - in Diest bleef.
Cluckers was gehuwd en had vijf kinderen. Hij stierf aan de gevolgen van een hartaanval. In Diest werd in 2015 een straat naar hem vernoemd, met name de Gilbert Cluckersstraat. Zijn kleinzoon Geert Cluckers is eveneens politiek actief.